# Symplocos singuliflora
Symplocos singuliflora är en tvåhjärtbladig växtart som beskrevs av André Guillaumin. Symplocos singuliflora ingår i släktet Symplocos och familjen Symplocaceae. Inga underarter finns listade i Catalogue of Life.